# Agugliaro
Agugliaro (velenceiül Agujaro) település Olaszországban, Veneto régióban, Vicenza megyében. Lakosainak száma 1394 fő (2023. január 1.). Agugliaro Albettone, Campiglia dei Berici, Lozzo Atestino, Noventa Vicentina, Sossano és Vo’ községekkel határos.

## Népesség
A település népességének változása:
| Lakosok száma | 1432 | 1403 | 1394 |
|               | 2017 | 2018 | 2023 |